# Mélanie Bonis

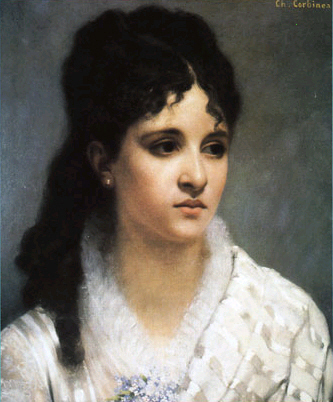
Mel Bonis, 27, geschilderd door Charles-Auguste Corbineau (1885)

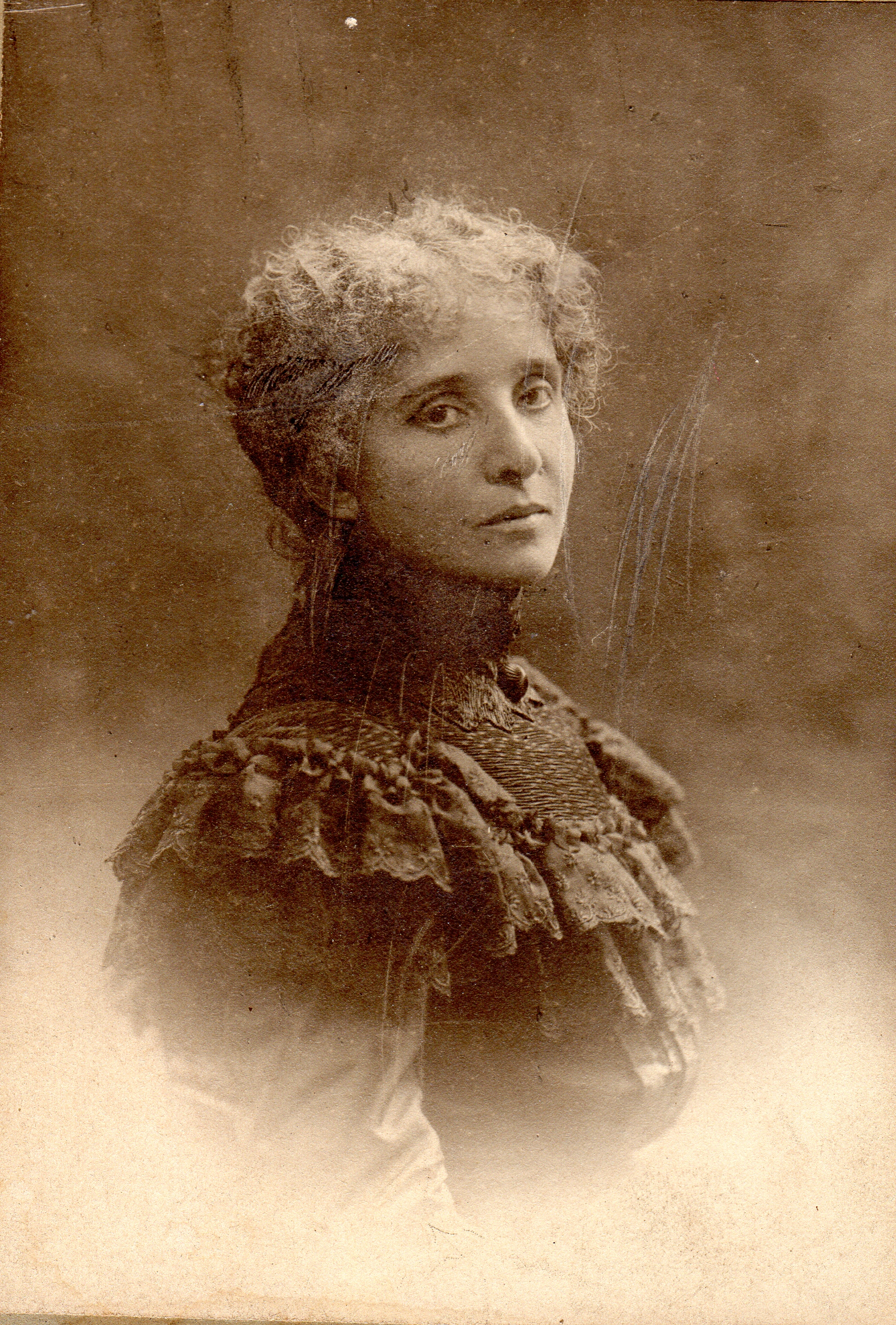
Foto van Mel Bonis, ± 40 jaar

Mélanie Hélène Bonis (of Mel Bonis) (Parijs, 21 januari 1858 - Sarcelles, 18 maart 1937) was een Frans componiste.

## Leven en werk
Bonis' vader was opzichter in een horlogemakersbedrijf. Haar moeder was maakster van passement (een soort kant) en werkte voornamelijk thuis in een klein appartement aan de Rue Rambuteau nr. 24 in het 4e arrondissement van Parijs. Ze kreeg een streng religieuze opvoeding, bleef haar hele leven erg gelovig en vastberaden om niet te voldoen aan het clichébeeld dat een kunstenaar van losse zeden is.
Van kleins af aan speelde Melanie in haar eentje op de oude piano van haar ouders. Het lag in de lijn der verwachting dat ze naaister zou worden. Ze ontsnapte aan die toekomst dankzij Jacques Maury, een vriend van haar ouders, die docent kornet was aan het Conservatoire de Paris. Hij stelde haar voor aan César Franck, wiens interesse ze wekte. Hij liet haar in 1876 toe tot de klas harmonieleer en pianobegeleiding. Ze werd ook toehoorder bij orgelklas van Franck. In 1877 kreeg ze een eervolle vermelding bij harmonieleer en pianobegeleiding. Daarna studeerde ze bij Auguste Bazille, waar ze klasgenoot was van Claude Debussy. Ze behaalde in 1879 een tweede prijs voor begeleiding en in 1880 een eerste prijs voor harmonieleer. In januari 1881 schreef haar leraar Auguste Bazille: "De beste van de klas, maar de angst verlamt haar". Ernest Guiraud bevestigde dit in zijn nieuwjaarswens voor 1880: "Laat u uw twee eerste twee prijzen hebben, net zo mooi als iedereen".
In 1879 ontmoette ze Amédée Louis Hettich (1856-1937), zangleerling uit de klas van Jean-Jacques Masset en dichter. Hij werd de enige echte liefde van Bonis' leven. Haar eerste compositie was een Impromptu voor piano. Ze ondertekende met "Mel Bonis", haar artiestennaam, want ze wilde niet als vrouw herkend worden. Daarna schreef ze twee liederen samen met Hettich op twee gedichten van zijn hand: Villanelle en Sur la Plage. Hettich was journalist bij L'Art musical. Hij vroeg haar hand, maar haar familie was tegen het huwelijk en ze ging weg bij het conservatorium.
Haar ouders organiseerden een verstandshuwelijk: op 25-jarige leeftijd huwde ze Albert Domange, een rijke ondernemer in de leerindustrie (het huis Scellos, vanaf 1883 Domange & Co.). Hij was 47 jaar en tweemaal weduwnaar met vijf kinderen. Ze gingen wonen in een herenhuis in de buurt van het Parc Monceau en brachten feestdagen en weekends door in zijn huis in Sarcelles of zijn Villa in Étretat. Uit het huwelijk werden drie kinderen geboren: Pierre, Jeanne en Edouard.
In de jaren 1890 kreeg Bonis opnieuw contact met Amédée Hettich. Ze werkten samen aan haar verzameling Les airs classiques: zij componeerde de melodieën op zijn teksten, en hij hielp haar om binnen te komen bij de Parijse uitgevers. Ze kregen een dochter Madeleine (1899), van wie het bestaan geheim bleef. Geteisterd door twijfel en schuldgevoel tot aan haar dood, ging Bonis meer componeren in de jaren 1900. Ze was lid van de Société nationale de musique van 1899 tot 1911 en was secretaris vanaf 1910 - de eerste keer voor een vrouw.

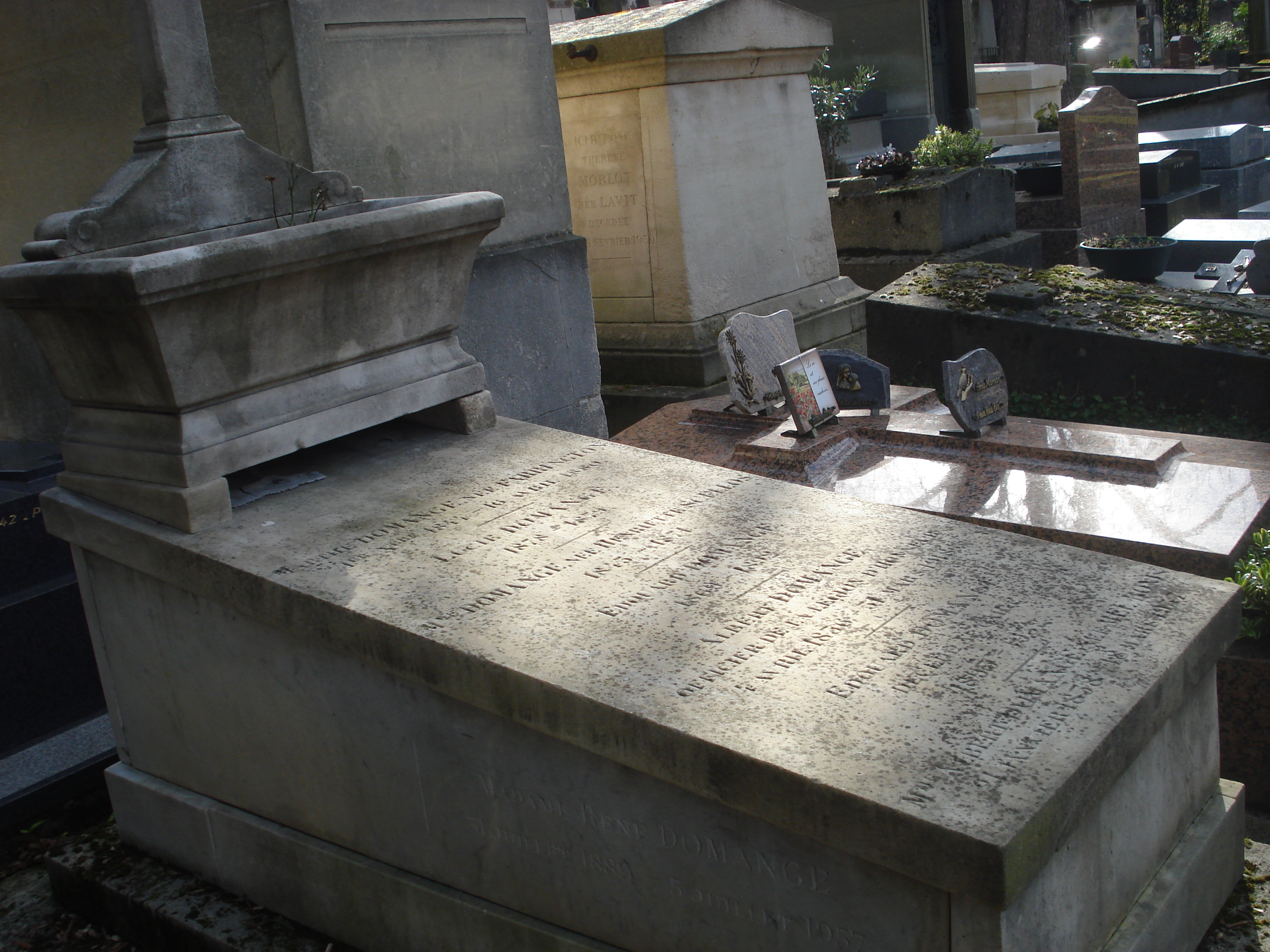
Grafsteen van Mel Bonis op het Cimetière de Montmartre

Na de dood van haar man op 31 maart 1918 nodigde ze Madeleine uit in de vakantievilla in Étretat, zogenaamd als oorlogsvluchteling. Madeleine was op 29 maart 1918 ontsnapt aan de bom uit een Duitse "Dikke Bertha" op de Église Saint-Gervais, waarbij 88 doden en 60 gewonden vielen. Na terugkeer uit de oorlog werd Bonis' jongste zoon Edouard verliefd op Madeleine. Hij wilde met haar trouwen en Bonis had daarom geen andere keuze dan hem de waarheid te vertellen. Edouard stierf in 1932 in Caïro op 36-jarige leeftijd, vier jonge kinderen achterlatend. Bonis richtte zich daarna op de kerkmuziek, bijvoorbeeld Cantique de Jean Racine, geschreven ter nagedachtenis van haar verloren zoon.
Als vermogend lid van de Parijse bourgeoisie kon ze zich permitteren om zich professioneel te wijden aan het componeren, maar in haar latere jaren trok haar muziek steeds minder belangstelling. Haar tweede pianokwartet in D-majeur uit 1924 liet ze bijvoorbeeld op eigen kosten drukken, maar er werd geen enkel exemplaar verkocht. De stijl, in de geest van Franck en D'Indy, werd als achterhaald beschouwd. Toen het in 1928 toch een keer was uitgevoerd, schreef de componist Joseph-Ermend Bonnal dat hij het werk zeer waardeerde, maar dat er "moed voor nodig is om in deze tijd nog zulke muziek te componeren".
Mélanie Domange, née Bonis, werd 79 jaar oud. Zij ligt begraven op het Cimetière de Montmartre in Parijs.

## Composities (selectie)
Bonis schreef ongeveer driehonderd werken, de belangrijkste geschreven tussen 1892 en 1914. Haar muziek wordt gezien als laatromantisch, typisch voor haar tijd. De stukken variëren van dramatisch tot komisch, met impressionistische of oriëntalistische thema's. Stilistisch neemt ze een positie in tussen César Franck en het muzikale impressionisme en wordt haar werk in verband gebracht met dat van zowel Fauré en Pierné als Debussy. Veel werken, behalve haar orkestmuziek, zijn opnieuw uitgegeven.

### Kamermuziek
- Suite en trio voor fluit, viool en piano, opus 59 (1903),
- Fantaisie en septuor, voor piano, twee fluiten, twee violen, altviool en cello, opus 72 (1906),
- Scènes de la forêt, voor fluit, hoorn en piano, opus 123 (1927-1928),
- Suite dans le style ancien, voor fluit, viool, altviool en piano, opus 127/1 (1928),
- Suite orientale, voor piano, viool en cello opus 48,
- Soir, matin voor piano, viool en cello,
- Nocturne, kwartet met harp.
- Pianokwartet in Bes, opus 68,
- Pianokwartet in D, opus 124,
- Sonate voor fluit en piano in cis mineur, opus 64,
- Sonate voor cello en piano in F majeur, opus 67,
- Sonate voor viool en piano in fis mineur, opus 112,
- Diverse stukken voor viool en piano; cello en piano; fluit en piano.

### Piano
De pianomuziek is uitgegeven in negen banden.
1. Femmes de Légende: Mélisande op. 109 – Desdémone op. 101 - Salomé op. 100 - Ophélie op. 165 – Viviane op. 8 – Phoebée op. 30 – Omphale op. 86.
2. Pièces Pittoresques et Poétiques I: Impromptu op. 1 – Rondeau dans le genre ancien op. 7 – Près du ruisseau op. 9 – Pensée d'automne op. 19 – Berceuse op. 23/1.
3. Pièces Pittoresques et Poétiques II: Chanson du Rouet op. 24 – Papillons op. 28 – Romance sans paroles in As op. 29 – Méditations op. 31 – Marionnettes op. 42 – Carillon mystique op. 31 – Barcarolle in Bes op. posth. 41 – Le Moustique op. 66.
4. Pièces de Concert: Prélude in As op. 51 – Barcarolle in Es op. 71 – La Cathédrale blessée op. 107 – Etude in Ges op. 136. – Romance sans paroles op. 43 – Sevillana op. 125 – Ballade op. 27.
5. Danses et Pièces Légères: twee cycli van drie dansen en 15 stukken.
6. Piano à quatre mains (A)
7. Pièces Pittoresques et Poétiques III: zeven aparte stukken en een cyclus van vijf stukken.
8. Piano à quatre mains (B), suite in de vorm van walsen.
9. Deux pianos à quatre mains: Scherzo op. 40 - Variations op. 85.

### Piano-onderwijs
- Scènes enfantines opus 92 (1912),
- Miocheries opus 126 (1928),
- Neuf Pièces faciles opus 148 (1936),
- Neuf Pièces niveau préparatoire,
- 17 Pièces enfantines opus 116 (1926),
- Album pour les tout Petits opus 103 (20 stukken beginnersniveau 1913).

### Orgel
- 21 Pièces pour orgue, uitgever Carrara Pergame (Italië), waaronder Toccata, Cantabile, Choral etc.
- 6 niet uitgegeven stukken

### Vocale geestelijke muziek
- Messe à la Sérénité opus 164 posth.,
- Cantique de Jean Racine opus 144 posth. (1934),
- Regina Cœli opus 45,
- Diverse motetten voor koor

### Liederen
- 30 liederen op gedichten van Amédée Hettich, Maurice Bouchor, Edouard Guinand, en diverse andere dichters.

### Orkest
- Les Gitanos, opus 15- 3, orkestratie door Ad. Gauwin van de Wals voor piano, laureaat van het concours Piano-Soleil,
- Suite en forme de Valse: Ballabile, opus 37- 3, 2. Valse lente, opus 38- 3, 3. Scherzo-valse, opus 35- 3, Danse sacrée, opus 36- 2,
- Suite Orientale opus 48: Prélude, opus 48- n°1, Danse d'Almée, opus 48- n°2,
- Bourrée, Pavane, Sarabande: Bourrée, opus 62-2, 12, Pavane, opus 81-2, Sarabande, opus 82-2, 1909,
- Trois Femmes de Légende: Salomé opus 100- 2; Ophélie, opus 165- 2 posth., Le Songe de Cléopâtre opus 180- 2.
- Symphonie Burlesque voor kinderorkest, opus 185 posth. onder het pseudonym Pierre Domange: En ballade, Pique-nique,  Pastorale, Retour.

### Zang en orkest
- Le Ruisseau, sopraan en alt, opus 21- 2, tekst van Hettich,
- Noêl de la Vierge Marie, mezzosopraan, opus 54- 2, tekst van M. Pape-Carpantier,
- Le Chat sur le toit, sopraan, opus 93- 2, tekst van Du Costal.

## Discografie
- Mel Bonis, pièces pour piano, Voice of Lyrics C341, 1998;
- Œuvres pour flûte et piano, Pan classics 510 110, Zwitserland 1998;
- French Flute Sonatas, Discover international, Oostenrijk 1999;
- Kammer Musik der Belle Époque, Relief 8 cr 98 1042, Zwitserland;
- Mel Bonis, Fauré, Franck, musique spirituelle, onder leiding van Jean-Philippe Sarcos, productie B. de Montalembert, 1999;
- Trois Sonates de Mel Bonis, Voice of  Lyrics, c342, juni 1999;
- Florilège de musique française, Quantum 1999 DQM 6989/SM55,
- Œuvres pour orgue de Mel Bonis, Nadia Boulanger, Elfrida Andrée, Voice of Lyrics juli C343, 2000;
- Mel Bonis Quatuors, Voice of Lyrics C344, 2001;
- Mel Bonis, Œuvres vocales religieuses, Voice of Lyrics C345, 2001
- Orgues et organistes du XXe siècle (1900-1950) Collection Les Introuvables, 5748662, EMI 2002;
- Hommage à Mel Bonis Flûte et Piano, Kojima recording ALCD9047;
- Musique française au féminin, Triton 2005 TRI331136;
- Romance, Gutingi GUT 236, Duitsland 2005;
- Mel Bonis, l'Œuvre Vocale Doron Musique DRC 502, Zwitserland 2006;
- Mel Bonis, Franzosische Kammermusik, ensemble Mel Bonis in Keulen, 2006;
- L'Ange Gardien, Laurent Martin, piano, Ligia Digital 2007 LIDI 01033181-07;
- Un flot d'astres frissonne, Calliope 2007 CAL 9374;
- Hommage à Debussy, Scènes de la forêt van Mel Bonis, Harpe et Compagnie, 5050-10, België 2007;
- Piano Quartets de Mel Bonis, Mozart piano quartett, MDG Production, Duitsland;
- La Joueuse de flûte, Tatjana Ruhland en musici van het orkest van Stuttgart, Hänssler 93-204, Duitsland 2008;
- Femmes de légende voor piano,  Maria Stembolskaia, piano Ligia Digital: LIDI 0103214-10;
- Une flûte soupire Mel Bonis et Cécile Chaminade, werk voor fluit en piano, Anne-Laure Pantillon, fluit en Marc Pantillon, piano, Pantillon records, Zwitserland 2009;
- Regards, Didier Castell-Jacomin, pianowerken van Mel Bonis,Chaminade, Clara Schumann, Marianna von Martinez, Integral classic (INT 221.250, Frankrijk 2012.